# Потпеће (Ужице)
Потпеће је насеље у Србији у општини Ужице у Златиборском округу. Према попису из 2022. било је 391 становника. У атару места се налази споменик природе Потпећка пећина.

## Демографија
У насељу Потпеће живи 425 пунолетних становника, а просечна старост становништва износи 42,1 година (40,1 код мушкараца и 44,1 код жена). У насељу има 161 домаћинство, а просечан број чланова по домаћинству је 3,18.
Ово насеље је великим делом насељено Србима (према попису из 2002. године), а у последња три пописа, примећен је пад у броју становника.
|  |

| Демографија | Демографија | Демографија |
| Година      | Становника  | Становника  |
| ----------- | ----------- | ----------- |
| 1948.       | 536         |             |
| 1953.       | 536         |             |
| 1961.       | 622         |             |
| 1971.       | 609         |             |
| 1981.       | 585         |             |
| 1991.       | 552         | 549         |
| 2002.       | 512         | 522         |

| Етнички састав према попису из 2002.‍ | Етнички састав према попису из 2002.‍ | Етнички састав према попису из 2002.‍ | Етнички састав према попису из 2002.‍ | Етнички састав према попису из 2002.‍ |
| ------------------------------------ | ------------------------------------ | ------------------------------------ | ------------------------------------ | ------------------------------------ |
|                                      |                                      |                                      |                                      |                                      |
| Срби                                 | Срби                                 |                                      | 509                                  | 99,41%                               |
| непознато                            | непознато                            |                                      | 3                                    | 0,58%                                |

| Година пописа     | 1948. | 1953. | 1961. | 1971. | 1981. | 1991. | 2002. |
| ----------------- | ----- | ----- | ----- | ----- | ----- | ----- | ----- |
| Број домаћинстава | 101   | 104   | 136   | 142   | 153   | 162   | 161   |

| Број чланова      | 1  | 2  | 3  | 4  | 5  | 6  | 7 | 8 | 9 | 10 и више | Просек |
| ----------------- | -- | -- | -- | -- | -- | -- | - | - | - | --------- | ------ |
| Број домаћинстава | 29 | 38 | 27 | 33 | 17 | 12 | 3 | 2 | 0 | 0         | 3,18   |

| Пол    | Укупно | Неожењен/Неудата | Ожењен/Удата | Удовац/Удовица | Разведен/Разведена | Непознато |
| ------ | ------ | ---------------- | ------------ | -------------- | ------------------ | --------- |
| Мушки  | 223    | 70               | 135          | 10             | 8                  | 0         |
| Женски | 219    | 34               | 138          | 39             | 8                  | 0         |
| УКУПНО | 442    | 104              | 273          | 49             | 16                 | 0         |

| Пол    | Укупно                    | Пољопривреда, лов и шумарство | Рибарство                            | Вађење руде и камена | Прерађивачка индустрија       |
| ------ | ------------------------- | ----------------------------- | ------------------------------------ | -------------------- | ----------------------------- |
| Мушки  | 105                       | 9                             | 0                                    | 0                    | 67                            |
| Женски | 48                        | 6                             | 0                                    | 0                    | 17                            |
| УКУПНО | 153                       | 15                            | 0                                    | 0                    | 84                            |
| Пол    | Производња и снабдевање   | Грађевинарство                | Трговина                             | Хотели и ресторани   | Саобраћај, складиштење и везе |
| Мушки  | 0                         | 9                             | 7                                    | 0                    | 6                             |
| Женски | 0                         | 0                             | 5                                    | 5                    | 2                             |
| УКУПНО | 0                         | 9                             | 12                                   | 5                    | 8                             |
| Пол    | Финансијско посредовање   | Некретнине                    | Државна управа и одбрана             | Образовање           | Здравствени и социјални рад   |
| Мушки  | 0                         | 0                             | 3                                    | 1                    | 0                             |
| Женски | 1                         | 0                             | 2                                    | 1                    | 8                             |
| УКУПНО | 1                         | 0                             | 5                                    | 2                    | 8                             |
| Пол    | Остале услужне активности | Приватна домаћинства          | Екстериторијалне организације и тела | Непознато            | Непознато                     |
| Мушки  | 2                         | 0                             | 0                                    | 1                    | 1                             |
| Женски | 1                         | 0                             | 0                                    | 0                    | 0                             |
| УКУПНО | 3                         | 0                             | 0                                    | 1                    | 1                             |

## Галерија
- Пут кроз село
- Потпеће под снегом
- Потпећка пећина
- Туристичка понуда
- Узгајалиште калифорнијске пастрмке